# Love Stage!!
Love Stage!! er en japansk mangaserie skrevet af Eiki Eiki og illustreret af Taishi Zaou. Serien begyndte i juli 2010-udgaven af Kadokawa Shotens magasin, hvor den stadig kører. Serien er sideløbende blevet samlet i foreløbig 6 bind. I maj 2011 begyndte desuden en light novel-serie kaldet Back Stage!! som spin-off skrevet af Eiki Eiki og Kazuki Amano og illustreret af Taishi Zaou. En animeserie i 10 afsnit produceret af J.C.Staff blev sendt i japansk tv fra 9. juli til 10. september 2014 og blev efterfølgende fulgt op af et ekstra OVA-afsnit 22. november 2014.
Ingen af delene er oversat til dansk, men Tokyopop udgiver mangaen og light novels på tysk, SuBLime udgiver mangaen på engelsk, og Crunchyroll streamer animeserien med undertekster på bl.a. engelsk og tysk.

## Plot
Izumi Sena er en universitetsstuderende, der drømmer om at blive mangaka. Hele hans familie er i underholdningsbranchen og synes, at han også burde gøre karriere der, hvilket han dog ikke har nogen interesse i. Ti år tidligere var han imidlertid til stede ved indspilningen af en reklame, hvor baggrunden var et bryllup. En pige, der skulle gribe brudebuketten, blev imidlertid væk, og i stedet blev Izumi forklædt som pige og sat til at spille overfor en dreng. Nu vil selskabet bag reklamen lave en ny udgave med pigen og drengen fra dengang som brudepar, hvilket for Izumis vedkommende betyder, at han må trække i brudekjole. Drengen fra dengang, Ryouma Ichijou, viser sig imidlertid at have forelsket sig i Izumi allerede dengang, følelser der ikke bliver mindre af, at han opdager, at Izumi nu er en voksen ung mand som ham selv, snarere tværtimod...

## Figurer
- Izumi Sena (瀬名 泉水 Sena Izumi) - En universitetsstuderende der gerne vil være mangaka, men som ikke har talent for det. Hans far er instruktør, hans mor er filmskuespiller og hans storebror Shougo er forsanger i et populært band. Ti år før seriens start deltog han i en scene med kastning af brudebuket forklædt som pige men kludrede imidlertid i det. Sidenhen har han nægtet at blive involveret i underholdningsindustrien. Han er en stor fan af den fiktive animeserie Magical Girl Lala-Lulu.

- Ryouma Ichijou (一条 竜馬 Ichijou Ryouma) - En populær ung skuespiller der blev forelsket i Izumi som barn i den tro, at han var en pige, da de spillede sammen i en reklame. Selv efter at han finder ud af, at Izumi er en mand, da de genforenes, har han stadig stærke følelser for ham.

- Rei Sagara (相楽 玲 Sagara Rei) - Sena-familiens manager som Izumis far Seiya Sena tog til sig, da han var 18 år gammel, og som har levet sammen med familien lige siden.

- Shougo Sena (瀬名 聖湖 Sena Shougo) - Izumis storebror som Rei altid kontakter, når han har problemer med Izumi. Shougo pylrer altid om sin lillebror, som han giver Magic Lalalulu-merchandise, når situationen kræver det. Han har været forelsket i Rei, siden han var 16 år, hvilket er den primære årsag til, at han sluttede sig til bandet Crusherz.

## Manga
Love Stage!! er skrevet af Eiki Eiki og illustreret af Taishi Zaou, også kendt som Mikiyo Tsuda. Serien begyndte i juli 2010-udgaven af Kadokawa Shotens mangasin Asuka Ciel og vil gå her indtil september 2016-udgaven, der udkommer 30. juli 2016. Det første bind med serien udkom 1. juni 2011, og er siden fulgt af yderligere, så der pr. 1. oktober 2015 er udkommet i alt 6 bind. Bind 5 blev udgivet både i normal udgave og i eksklusiv udgave med vedlagt dvd med et OVA-afsnit af animeserien.
Mangaen bliver udgivet på engelsk af SuBLime, der udgav første bind 12. maj 2015, og som 10. maj 2016 var kommet til det femte. Serien bliver også udgivet på tysk af Tokyopop,, der udgav det første bind 8. oktober 2013, og som 12. maj 2016 var kommet til det sjette.
| Bind | Udgivet           | ISBN                                                            |
| ---- | ----------------- | --------------------------------------------------------------- |
| 1    | 1. juni 2011      | ISBN 978-4-04-854636-2                                          |
|      |                   |                                                                 |
| 2    | 31. maj 2012      | ISBN 978-4-04-120265-4                                          |
|      |                   |                                                                 |
| 3    | 1. juni 2013      | ISBN 978-4-04-120723-9                                          |
|      |                   |                                                                 |
| 4    | 30. maj 2014      | ISBN 978-4-04-121134-2                                          |
|      |                   |                                                                 |
| 5    | 22. november 2014 | ISBN 978-4-04-101729-6 ISBN 978-4-04-101730-2 (med vedlagt dvd) |
|      |                   |                                                                 |
| 6    | 1. oktober 2015   | ISBN 978-4-04-103323-4                                          |
|      |                   |                                                                 |

## Light novels
Det første bind af spin-off light novel-serien Back Stage!!, skrevet af Eiki Eiki og Kazuki Amano og illustreret af Taishi Zaou blev udgivet af Kadokawa Shoten under mærket Ruby Bunko 31. maj 2011. Pr. 1. juni 2013 er der udgivet tre bind.
Ligesom mangaen udgives light novel-serien på tysk af Tokyopop, der har udgivet de tre hidtidige bind i løbet af 2013 og 2014.

## Anime
En animeserie i ti afsnit blev annonceret i november 2013 på Animate Girls Festival. Serien der er instrueret af Kenichi Kasai og produceret af J.C.Staff blev sendt af Tokyo MX 9. juli til 10. september 2014. Manuskriftet er skrevet af Michiko Yokote, mens Youko Itou har stået for designet af figurerne. Hjemmesiden Crunchyroll har fået licens til at streame serien i Nordamerika, Europa, Latinamerika og Afrika. I Japan blev den udsendt på fem dvd hhv. blu-ray af Kadokawa Shoten fra 26. september 2014 til 24. januar 2015. Introsangen er LΦvest af Screen Mode.
Det er anden gang, at Taishi Zaou har fået en af hendes serier omsat til anime. Første gang var i 2006, da Princess Princess, som hun lavede under navnet Mikiyo Tsuda, og som i øvrigt også involverer drenge i pigetøj blev omsat til både animeserie, tv-serie og PlayStation 2-spil. For kollegaen Eiki Eiki er det derimod første gang. Det er i øvrigt lidt af et familieforetagende, idet Eiki Eikis bror Daigo lægger stemme til Shougo Sena i serien. Denne er i serien forsanger i bandet Crusherz, en parodi på Daigos tidligere band Breakerz. Taishi Zaou og Eiki Eiki er selv repræsenterede i animeserien af hhv. en bjørn og en sort kanin, figurer de plejer at bruge til at repræsentere sig selv i bag-om-materiale i deres mangaer.

### Stemmer
- Tsubasa Yonaga - Izumi Sena
- Takuya Eguchi - Ryouma Ichijou
- Daisuke Hirakawa - Rei Sagara
- Daigo - Shougo Sena
- Ryoutarou Okiayu - Seija Sena
- Sayaka Oohara - Nagisa Sena
- Ryouhei Kimura - Takahiro Kuroi
- Kazutomi Yamamoto - Kousuke Sotomura
- Kyouko Sakai - Kasumi Shino
- Shoutarou Morikuba - Kojirou Ryuuzaki
- Junji Majima - Tenma Hidaka

### Afsnit
| #   | Titel                                                                                    | Sendt første gang       |
| --- | ---------------------------------------------------------------------------------------- | ----------------------- |
|     |                                                                                          |                         |
| 1   | "The Door to My Dreams" "Yume no Tobira" (ユメヘノトビラ)                                | 9. juli 2014            |
| 2   | "Because I Was Able to Meet You" "Kimi ni Aetakara" (キミニアエタカラ)                   | 16. juli 2014           |
| 3   | "If Only It Had All Been A Dream" "Yume Nara Yokatta no Ni" (ユメナラヨカッタノニ)       | 23. juli 2014           |
| 4   | "But I Do Like You" "Demo Suki Nanda" (デモスキナンダ)                                   | 30. juli 2014           |
| 5   | "Just a Little" "Chotto Dake Nara" (チョットダケナラ)                                    | 6. august 2014          |
| 6   | "What Kind of Test Is That?" "Nan no Shiren desu ka" (ナンノシレンデスカ)                | 13. august 2014         |
| 7   | "Could This Be..." "Korette Moshikashite" (コレッテモシカシテ)                           | 20. august 2014         |
| 8   | "Love-Stage: Men's Style" "Rabu-Suteeji Otokotachi no Ryuugi" (Φ(ラブ)-STAGE 男達の流儀) | 27. august 2014         |
| 9   | "Which One Is Correct?" "Docchi ga Tadashii no" (ドッチガタダシイノ)                     | 3. september 2014       |
| 10  | "Love is Not Enough" "Suki ja Tarinai" (スキジャタリナイ)                                | 10. september 2014      |
| OVA | (チョットジャナクッテ)                                                                   | 22. november 2014 (dvd) |

## Anmedelser
Den tyske udgivelse af mangaserien blev anmeldt i magasinet AnimaniA i oktober 2012. Her hed det blandt andet: "Taishi Zaous tegnestil med de umiskendelige katteøjne er rigtig fiks, og elskelige tossede figurer (...) gør deres for den underholdende historie. Hvor andre genre-mangaka ofte fortvivlet bestræber sig på fornyelse, forbliver Zaou- og Eiki-san sig selv tro med klassiske figursammensætninger og begivenhedskæder."
Den engelske udgivelse af det første mangabind blev anmeldt af hjemmesiden Anime News Network i maj 2015. Her hed det blandt andet: "Emotionelt foregår der en masse i det her bind, og det er også nødvendigt for at få historien startet. Eiki Eiki holder det fra at være overvældende, primært ved brug af figuren Shogo, Izumis tilbedende storebror. (...) Taishi Zaou har en karakteristisk stil med et med specifik udseende for ansigter og generelt en ren følelse. (...) Den ene scene der ikke passer ind vil være problematisk for nogle læsere, men hvis det ikke gør dig noget, eller du kan se bort fra det, ser det her ud til at være starten på en meget sjov BL-serie, om hvordan en misforståelse bringer to mænd sammen.."